# Вишнянка
Вишнянка (укр. Вишнянка) — село на Украине, основано в 1841 году, находится в Малинском районе Житомирской области.
Код КОАТУУ — 1823485802. Население по переписи 2001 года составляет 93 человека. Почтовый индекс — 11610. Телефонный код — 4133. Занимает площадь 0,951 км².

## Адрес местного совета
11600, Житомирская область, Малинский р-н, с. Недашки